# Таш-Елга (Татарстан)
Таш-Елга — деревня в Муслюмовском районе Татарстана. Входит в состав Кряш-Шуранского сельского поселения.

## География
Находится в восточной части Татарстана на расстоянии приблизительно 11 км на север-северо-восток по прямой от районного центра села Муслюмово у речки Ташъелга.

## История
Основана в 1923 году.

## Население
Постоянных жителей было: в 1926 году — 400, в 1938—214, в 1949—334, в 1958—292, в 1970—238, в 1979—193, в 1989—156,135 в 2002 году (татары 90 %), 115 в 2010.